# Archea Epidavros
Archea Epidavros (griechisch Αρχαία Επίδαυρος (f. sg.) ,Antikes-Epidauros‘) ist eine Ortsgemeinschaft in der griechischen Gemeinde Epidavros. Der Hauptort ist die kleine Hafenstadt Palea Epidavros (Παλαιά Επίδαυρος (f. sg.) ,Alt-Epidauros‘), die etwa 13 km von der berühmten Asklepios-Heilstätte Epidauros entfernt an der Küste des  Saronischen Golfes in der Landschaft Argolis auf der Peloponnes liegt. Die Stadt Palea Epidavros wird oftmals auch Archea Epidavros genannt.

## Gemeindegliederung
Palea Epidavros war bis 1992 eine selbständige Landgemeinde (Κοινότητα kinotita) und wurde 1992 zur Gemeinde (Δήμος dimos) erhoben und offiziell in Archea Epidavros umbenannt. Die Stadt behielt jedoch ihren Namen. 1997 wurde mit dem Kapodistrias-Programm Archea Epidavros zum Gemeindebezirk herabgestuft. Von nun kam auch der Name Archea Epidavros für die Stadt in Gebrauch, obwohl der offizielle Name weiterhin Palea Epidavros lautete. Die südlich der Halbinsel gelegene Ortschaft Spilia (Σπηλιά (f. sg.)) wurde nun ein Stadtteil von Palea Epidavros und südlich von Epano Epidavros wurde die neue Ortschaft Panorama (Πανόραμα (n. sg.)) gegründet. 2011 wurde Archea Epidavros schließlich zur Ortsgemeinschaft herabgestuft. Die neu gegründeten Ortschaften Agia Paraskevi und Galani und das Kloster Kalamiou kamen neu dazu.
- Ortsgemeinschaft Archea Epidavros (Τοπική Κοινότητα Αρχαίας Επιδαύρου)
  - Palea Epidavros (Παλαιά Επίδαυρος, 1.618 Ew.)
  - Agia Paraskevi (Αγία Παρασκευή, 23 Ew.)
  - Galani (Γαλάνη, 23 Ew.)
  - Epano Epidavros (Επάνω Επίδαυρος, 116 Ew.)
  - Moni (Kloster) Kalamiou (Μόνη Καλαμίου, 33 Ew.)
  - Panagia (Παναγία, 74 Ew.)
  - Panorama (Πανόραμα, 45 Ew.)

## Geschichte und Mythen
Die ältesten Funde aus der antiken Hafenstadt Epidauros stammen aus der mykenischen Zeit (15. bis 11. Jahrhundert v. Chr.). Nach der Überlieferung hieß die Stadt ursprünglich Epitauros und wurde von Karern bewohnt. Als Gründer der Stadt gilt Epidauros, der Sohn des Apollon. Nach dem Hymnos des Isyllos gründete der Epidaurier Malos das Heiligtum des Apollon Maleatas. Als der Räuber Periphetes hier sein Unwesen trieb und Reisende mit einer ehernen Keule erschlug kam der Held Theseus und tötete ihn. Homer berichtete, dass das Weinreiche Epidauros unter Diomedes am Trojanischen Krieg teilnahm. Bei der Eroberung der Peloponnes durch die Herakleiden übergab König Pityreus, der Sohn des Ion, die Stadt kampflos an Deiphontes.
Im 7. Jahrhundert v. Chr. regierte der Tyrann Prokles in Epidauros. Sein Schwiegersohn Periander, der Tyrann von Korinth, eroberte jedoch die Stadt und nahm Prokles gefangen. Im 7. und 6. Jahrhundert v. Chr. war Epidauros Mitglied der Amphiktyonie von Kalauria. Nach Herodot wurde die Insel Ägina von Dorern aus Epidauros besiedelt und die Insel war zunächst von der Stadt abhängig, fiel jedoch um 600 v. Chr. ab. Als es zu Missernten in Epidauros kam, fragte man in Delphi um Rat. Das Orakel empfahl Damia und Auxesia Statuen aus Olivenholz zu errichten. Aus diesem Grund bat man Athen um Olivenholz, versprach in Zukunft der Athena Polias und dem Erechtheus in Athen zu opfern und hielt sich an dieses Versprechen. Ägina überfiel jedoch Epidauros und raubte die Kultstatuen. Epidauros stellte die Opfergaben ein und Athen forderte sie nun von Ägina, das sich weigerte.
Zusammen mit Troizen soll Epidauros Ionien besiedelt haben. Während Troizen Halikarnassos und Myndos gegründet, gründete Epidauros Kos, Nisyros und Kalydna. Ende des 6. oder Anfang des 5. Jahrhunderts v. Chr. gründete man das berühmte Asklepieion von Epidauros. Während der Invasion des Xerxes stellte man acht Schiffe bei der Schlacht bei Artemision und zehn bei der Schlacht von Salamis. Außerdem schickte man ein Heer zur Verteidigung des Isthmus von Korinth und 800 Kämpfer zur Schlacht von Plataiai – sie standen in der Schlachtreihe den Baktrern gegenüber. Um 460 v. Chr. kam es zu einem Konflikt mit Argos. 458 v. Chr. kamen Korinth und Epidauros der Stadt Halieis gegen Athen zu Hilfe. Während Thukydides den Peloponnesiern den Sieg zu spricht behauptet Diodor, dass Athen die Oberhand behielt. Den Abfall Megaras von Athen unterstützte Epidauros zusammen mit Korinth und Sikyon. Im Sommer 430 v. Chr. landete ein athenisches Heer an der Küste von Epidauros, verwüstete das Land konnte die Stadt jedoch nicht erobern. Nachdem Athen im Sommer 425 v. Chr. das epidaurische Land nochmals überfiel kam es im Sommer 423 v. Chr. zum Waffenstillstand zwischen Athen und den Peloponnesiern, den Amphias, der Sohn des Eupaiidas, für die Epidaurer unterzeichnete. 419 v. Chr. kam es zwischen Argos und Epidauros zum Krieg. Als Vorwand diente die epidaurische Weigerung, dem Apollon Pythios ein Opfer zu bringen. Bis ins Jahr 418 v. Chr. fiel Argos mehrmals ins Land ein und verwüstete ein Drittel der Ländereien. Sparta stationierte schließlich 300 Kämpfer in der Stadt. Ende 418 v. Chr. besetzte Athen die kleine Halbinsel auf der sich der Hera-Tempel von Epidauros befand und befestigte diese Stellung. Im folgenden Winter zwang Athen Sparta seine Truppen in Epidauros abzuziehen und dessen Mauern zu schleifen.
368 v. Chr. fielen die Argiver wieder in Epidauros ein. Der Athener Chabrias eilte der Stadt jedoch zu Hilfe und erschien im Rücken der Angreifen. Nur durch das Eingreifen der Arkader konnten die Argiver entkommen. 243 v. Chr. war Epidauros Mitglied des Achaiischen Bund. Aratos von Sikyon landete 223 v. Chr. in Epidauros um gegen Argos zu ziehen. Ab 115/4 v. Chr. war die Stadt mit Rom verbündet. In der Synekdemos des Hierokles, einer Auflistung der Eparchien des Byzantinischen Reichs des 6. Jahrhunderts n. Chr., wurde Epidauros unter dem Namen Pilaura (griechisch Πιλαύρα) aufgeführt.

## Beschreibung
In der Antike war Palea Epidavros die zur Heilstätte zugehörige Hafenstadt, über die viele Pilger zum Asklepieion reisten. Heute nutzen viele Touristen das idyllische Örtchen, das schier von Zitronen- und Orangenhainen umschlungen zu sein scheint, nicht selten als Übernachtungsort, um von hier aus Epidauros zu besuchen.
Auf der Halbinsel Nisi, welche die Bucht von Palea Epidavros in zwei Hälften teilt, sind noch deutliche Reste des antiken Ortes zu besichtigen. So finden sich oben auf dem Akropolishügel Reste einer imposanten Mauer, die wohl in byzantinischer Zeit zu einem Kastell gehörten, jedoch auf antiken Ursprung zur Ummauerung der Akropolis hinweisen. An der südwestlichen Ecke der Akropolis haben Archäologen die Reste eines kleinen Theaters mit 18 Sitzreihen und den Fundamenten eines Bühnenhauses freigelegt, wobei bei den vorderen Sitzen über Rückenlehnen verfügten. Man vermutet, dass dieses Theater einem Dionysos-Heiligtum beigeordnet war. Ebenso wurden ausgedehnte antike Hausbauten auf dem Areal der Halbinsel aufgedeckt. Etwa 375 m südwestlich des kleinen Theaters befindet sich das sogenannte Grab der Ärzte. Hier fand man in den drei Sarkophagen neben den sterblichen Überresten auch medizinische Instrumente. Das Familiengrab wurde von Ärzten aus aufeinanderfolgenden Generationen aus dem 1. und 2. Jahrhundert n. Chr. belegt.
Dass der Ort bereits in mykenischer Zeit besiedelt war, beweisen mykenische Gräber, die in der Ortsmitte freigelegt werden konnten.
Reste von antiken Bauten sind am südwestlichen Ende der Halbinsel unter Wasser zu sehen. Etwas weiter südlich findet man in der Nähe des Ufers unter Wasser die Überreste eines römischen Gutshofes. In Google Earth sind außerdem sehr gut die von der Spitze dieser Halbinsel im Bogen nach Südosten führenden unter Wasser noch vorhandenen Reste einer großen Kaimauer zu sehen, durch die der südwestliche Teil der Bucht ehemals zu einem Hafen von beträchtlicher Größe ausgebaut war.
Um Palea Epidavros gibt es mehrere markierte Wanderwege. Einer führt vom Vagionia-Strand vorbei an den Stränden von Kalamaki und Sarandakoupi zum etwa 2 km nördlich des Ortes gelegenen Kloster Panagia Polemarcha.